# Lodowiec Beringa
Lodowiec Beringa – największy i najdłuższy lodowiec w Ameryce Północnej znajdujący się w stanie Alaska, w USA, typu himalajskiego.
Lodowiec ma około 5175 km² powierzchni i blisko 190 km długości, kończy się w Jeziorze Wita na południe od Parku Narodowego Wrangla-Świętego Eliasza około 10 km od Zatoki Alaska. Lodowiec Beringa otrzymał nazwę na cześć Vitusa Beringa, duńskiego komandora w służbie rosyjskiej marynarki.